# Didi Abuli
Didi Abuli (gruz. დიდი აბული) – najwyższy szczyt pasma Abul-Samsari i jeden z najwyższych w Małym Kaukazie. Wznosi się na wysokość 3300 (lub 3301 według innych źródeł) m n.p.m. Znajduje się w Gruzji, w regionie Samcche-Dżawachetia na południu kraju.